# Kiska
Kiska es una isla, parte del grupo de las islas Rata, a su vez parte del archipiélago de las islas Aleutianas. Fue descubierta en 1741 por el explorador Vitus Bering junto al resto de las Aleutianas. 
En 1867, mediante la compra de Alaska, los Estados Unidos adquirieron el territorio continental de Alaska y sus archipiélagos occidentales al Imperio ruso, incluyendo la isla de Kiska.
El 6 de junio de 1942 la isla fue invadida por tropas japonesas, que permanecieron en ella hasta el 28 de julio de 1943, cuando la evacuaron. El 15 de agosto los Aliados desembarcaron y recuperaron la abandonada isla en el marco de la Operación Cottage.
En la actualidad es un Hito Histórico Nacional reconocido por el gobierno federal por su importancia histórica.